# Carte Goodwin
Carte Patrick Goodwin(nascido em 27 de fevereiro de 1974) é um político norte-americano membro do Partido Democrata da Virgínia Ocidental, foi o senador em exercício nomeado pelo governador Joe Manchin após o falecimento de Robert Byrd.
Joe Manchin ganhou a eleição especial em 2 de novembro de 2010, para servir os dois anos restantes de Robert Byrd. O mandato de Goodwin senado terminou em 15 de novembro de 2010, atualmente é o ex-senador mais novo dos Estados Unidos.

## Biografia
Carte Goodwin cresceu na zona rural da Virgínia Ocidental, na fronteira com o Ohio. Ele fez o seu 2º grau completo em Ripley e graduou-se em 1996. Até 1999, frequentou a Faculdade de Direito da Universidade de Emory, em Atlanta. Após sua formatura, ele foi assistente jurídico do juiz federal Robert Bruce. Em 2000 ele entrou para o escritório de advocacia Goodwin e Goodwin, para o qual trabalhou até 2005.
Goodwin é casado e tem um filho. Sua esposa trabalha como diretora de campanha política em nível estadual para o senador da Virgínia Ocidental, Jay Rockefeller. Seu tio, José Robert Goodwin é Desembargador do Tribunal Distrital dos Estados Unidos para o Distrito Sul da Virgínia Ocidental, e seu falecido pai, Stephen Goodwin foi responsável pela Universidade da Virgínia Ocidental.